# Poiana Ampoiului, Alba
Poiana Ampoiului (în maghiară Ompolymezö) este un sat în comuna Meteș din județul Alba, Transilvania, România.

## Demografia
La recensământul din 2002 avea o populație de 321 locuitori.

## Obiective
- Biserica Cuvioasa Paraschiva din Poiana Ampoiului

## Imagini

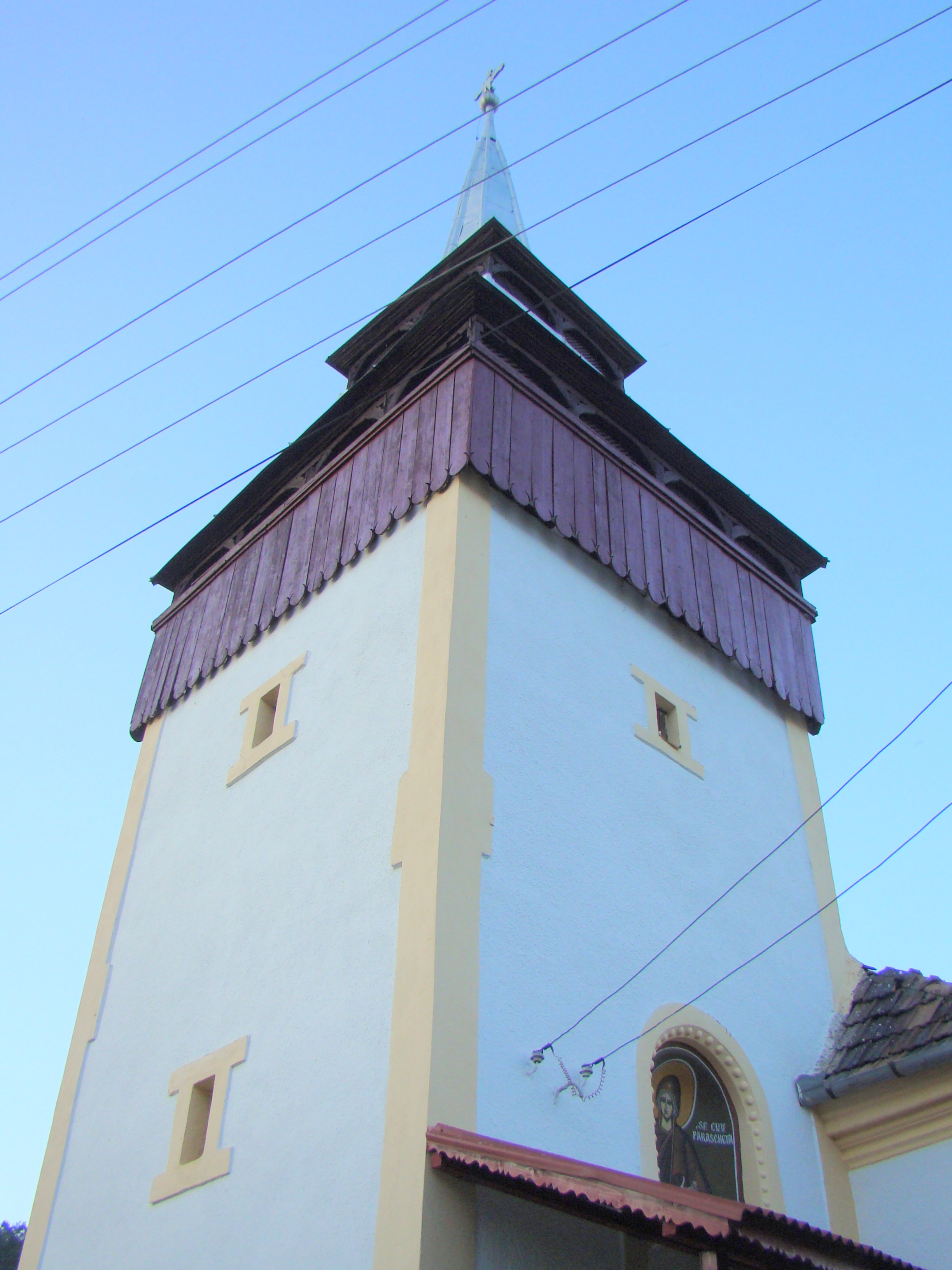
Turnul bisericii „Cuvioasa Paraschiva”
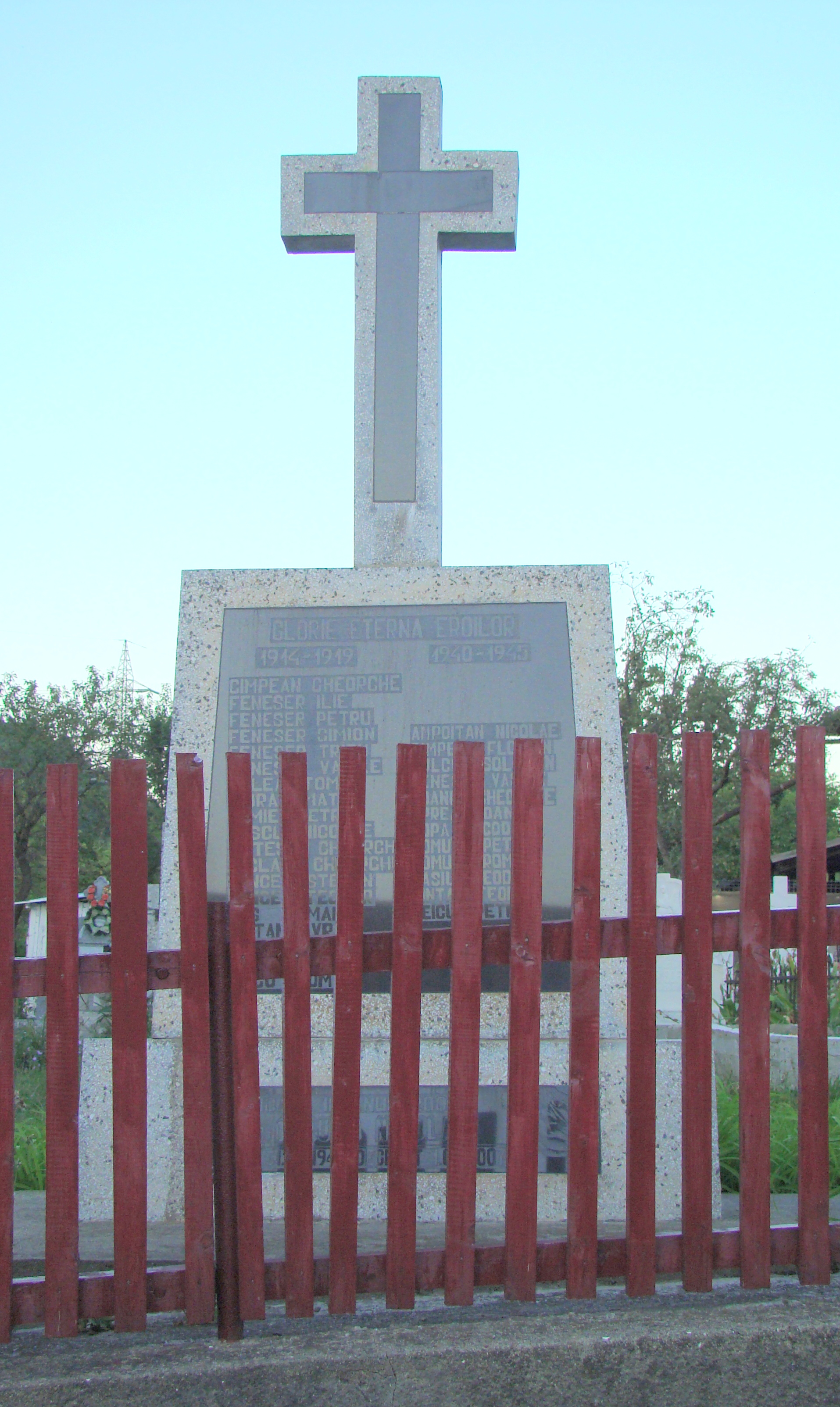
Monumentul eroilor

 Acest articol despre o localitate din județul Alba este deocamdată un ciot. Puteți ajuta Wikipedia prin completarea lui.